# Barsac, Drôme
Barsac är en kommun i departementet Drôme i regionen Auvergne-Rhône-Alpes i sydöstra Frankrike. Kommunen ligger i kantonen Die som tillhör arrondissementet Die. År 2022 hade Barsac 152 invånare.

## Befolkningsutveckling
Antalet invånare i kommunen Barsac
Referens:INSEE